# Rotadiscus
Rotadiscus is een geslacht van weekdieren uit de klasse van de Gastropoda (slakken).

## Soorten
- Rotadiscus hermanni (L. Pfeiffer, 1866)
- Rotadiscus insularis (Climo, 1978)
- Rotadiscus jamiesoni (Climo, 1978)
- Rotadiscus protoinsularis Climo, 1989
- Rotadiscus smithae (Dell, 1954)
- Rotadiscus takakaensis (Climo, 1981)